# Змейка (приток Уши)
Зме́йка (бел. Зме́йка, Дзвея) — река в Беларуси, протекает по территории Барановичского района Брестской области и Кореличского района Гродненской области, левый приток реки Уша. Длина реки — 26 км, площадь водосборного бассейна — 190 км², средний наклон водной поверхности 1,6 ‰.
Исток реки находится около деревни Залесье (Брестская область) в 20 км к северо-востоку от центра города Барановичи. От истока течёт на юго-восток, но вскоре поворачивает на северо-восток. В верховье принимает сток из плотной сети мелиоративных каналов. В течение 14,5 км канализована (от истока до северной окраины села Щербовичи).
Протекает сёла и деревни Стайки, Савичи, Вольно, Задвея, Рабковичи, Щербовичи, Полонечка, Репичи (Брестская область); Хлюпичи (Гродненская область). Впадает в Ушу около деревни Малая Медвядка. Ширина реки у устья около 15 метров, скорость течения 0,1 м/с.